# Буддизм в Японии

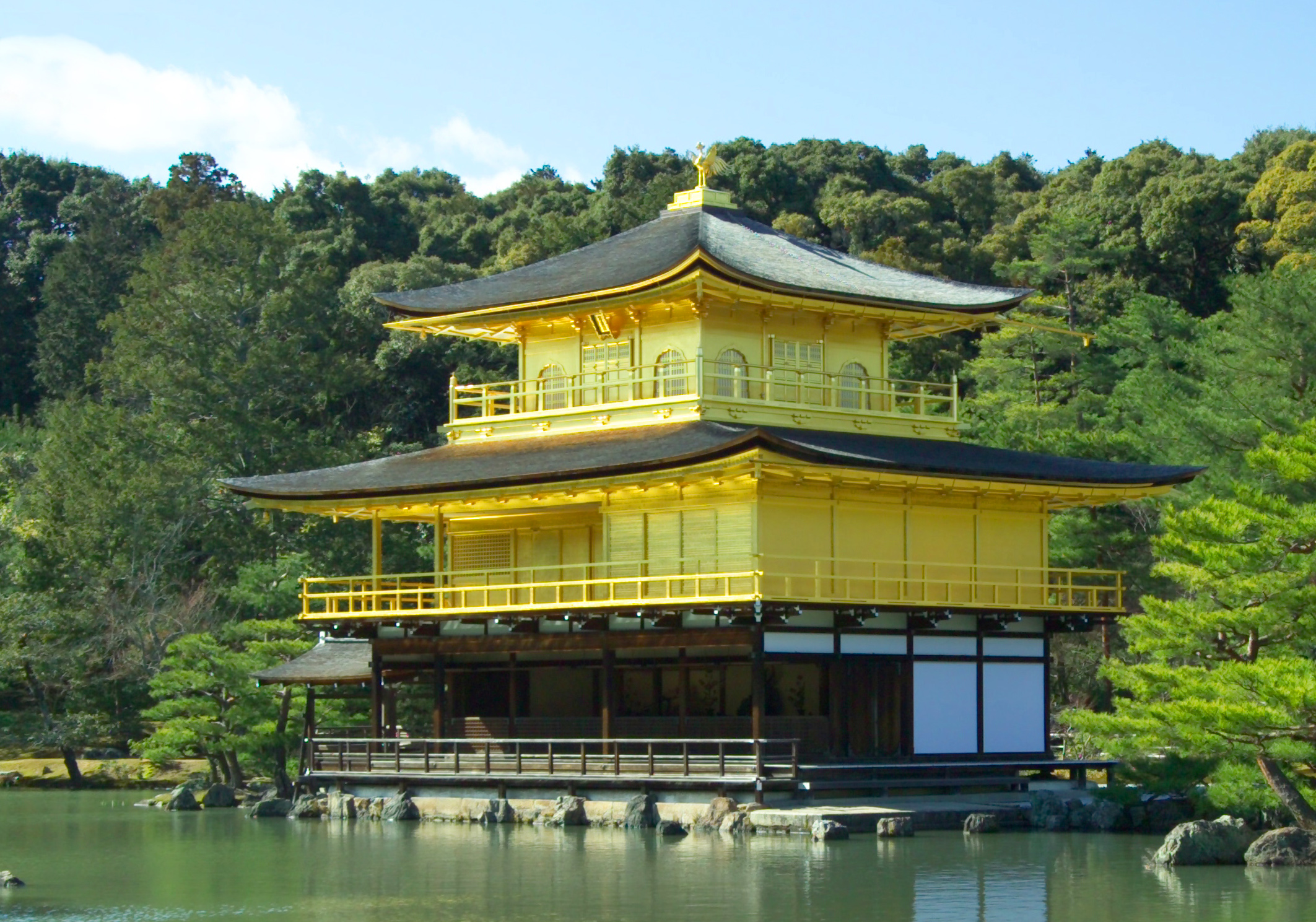
Кинкаку-дзи (Золотой Павильон)

Буддизм — распространённая религия в Японии, охватывающая большинство населения. Буддизм в Японии неоднороден. За всю полуторатысячелетнюю историю в Японию пришли и сформировались многочисленные буддийские школы и течения, сконцентрированные на разных аспектах учения — одни на философии, другие — на культуре, третьи — на медитации, четвёртые — на ритуале, пятые — на чтении мантр. Разные школы популярны среди разных слоёв населения — учёных, монахов, самураев, простонародья. Некоторые школы опираются на монашество, другие же активны в социальной сфере. Школы активно взаимодействуют. Учения некоторых старых школ перешли в ведение других школ, отдельные школы до сих пор представлены небольшими храмами. В истории известно немало конфликтов между буддийскими школами, переходящими даже во многолетние вооружённые столкновения.
Хотя большинство буддийских школ Японии произошло из аналогичных школ Кореи и Китая, они прошли длительное самостоятельное развитие, и теперь существенно отличаются от соответствующих китайских и корейских школ. Немало школ раннего буддизма сохранилось только в Японии в законсервированном виде, в то время как в Индии или Китае этих школ уже не осталось. Изучение буддизма в Японии позволяет понять историю буддизма в других странах.

## Перечень школ японского буддизма
Всего в современной Японии выделяют тринадцать школ и пятьдесят шесть подшкол, этот перечень был составлен в конце XIX века (в период Мэйдзи) в результате государственного упорядочения системы храмов и монастырей и отделения синто от буддизма.
В число тринадцати школ входят:
1. Хоссо-сю — философская школа традиции йогачаров, появилась в период Нара;
2. Кэгон-сю — философская школа, рассматривающая мир феноменов как единое целое, происходит от одноимённой китайской школы Хуаянь, появилась в период Нара;
3. Риссю — монашеская школа винаи, появилась в период Нара;
4. Сингон-сю — тантрическая школа.
5. Риндзай-сю — самая старая дзэнская школа, особенно популярная среди самураев, делится на множество подшкол,
6. Сото-сю — дзэнская школа, популярная среди широких масс,
7. Обаку-сю — синкретическая школа, сочетающая дзэн и амидаизм,
8. Тэндай-сю — синкретическая школа, переводится как «опора небес», долгое время лидирующая при дворе, известная также участием в бурных вооружённых конфликтах, сочетающая элементы многих учений и элементы тантризма, дала начало амидаистским школам и Нитирэн-сю,
9. Юдзу-нэмбуцу-сю — амидаистская школа, выросшая из Тэндай-сю
10. Дзёдо-сю — самая старая амидаистская школа,
11. Дзёдо-синсю — наиболее популярная амидаистская школа,
12. Дзисю — амидаистская школа, выросшая из Дзёдо-сю,
13. Нитирэн-сю — школа Лотосовой Сутры, выросшая из Тэндай-сю, очень социально активная, разделённая на много подшкол.

Исторически существовали ещё и другие школы, которые не были признаны официально или представляются теперь через храмы основных школ. Кроме того в XX веке возникло немало новых околобуддийских школ и течений, в том числе нью-эйджевских и синкретических.

## История проникновения буддизма

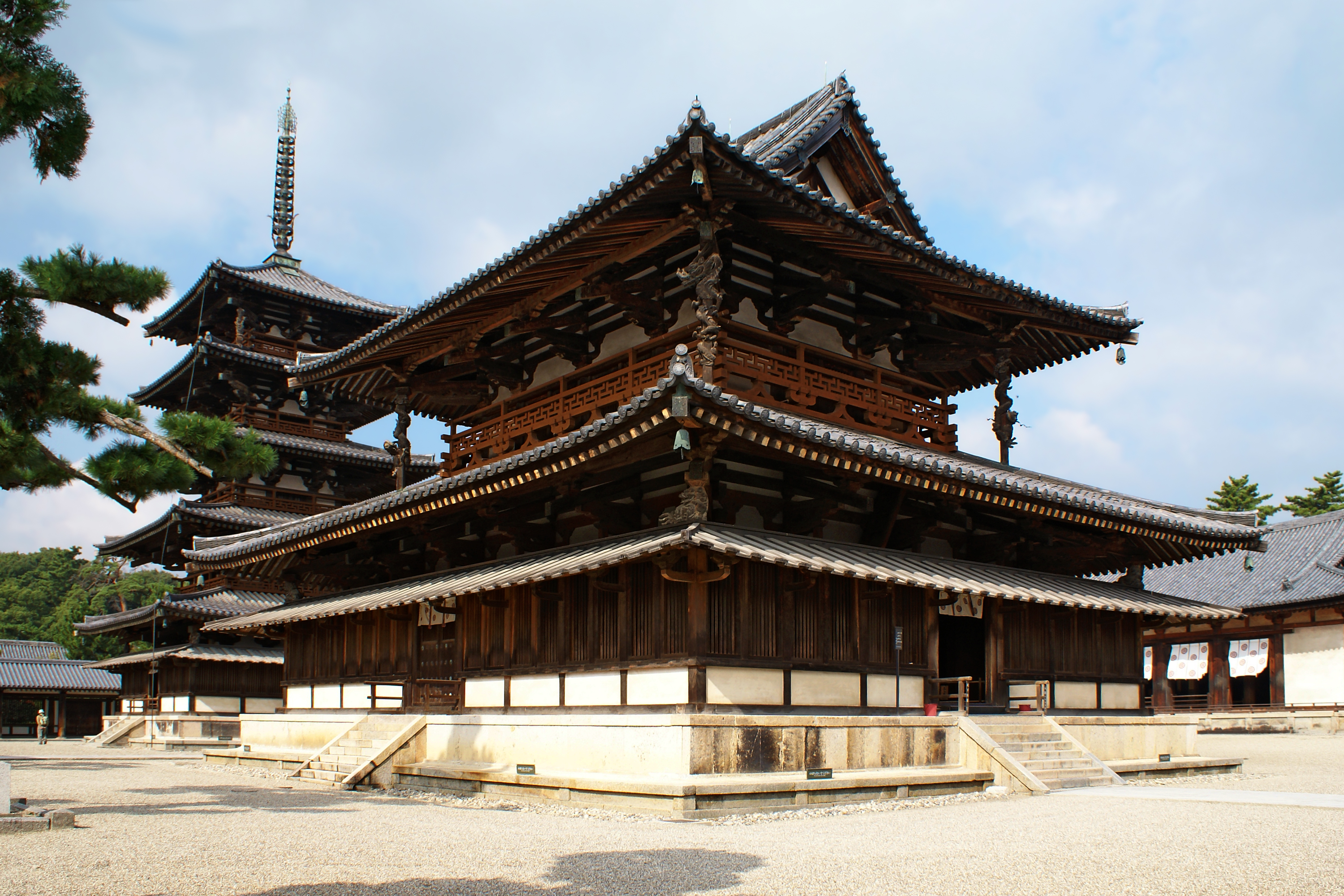
Хорю-дзи

Согласно китайской «Истории Династии Лян», в 467 году пять монахов из Гандхары ездили в страну Фусан (кит. 扶桑) — «Страну Крайнего Востока» за морем, вполне вероятно — в восточную Японию, куда они принесли буддизм.

Фусан находится к востоку от Китая, 20 000 ли (1 500 км) к востоку от Да Хань (восток провинции Ва на острове Кюсю). (…) В прошлом жители Фусан не знали о буддизме ничего, но во второй год Да Мин династии Сун 467 пять монахов из Кипинь (район Кабула в Гандхаре) плавали на корабле в Фусен. Они проповедовали Буддизм, передавали тексты и изображения, рекомендовали народу оставить привязанность к мирской суете. В результате изменились обычаи Фусан.
Оригинальный текст (кл. кит.)扶桑在大漢國東二萬餘里,地在中國之東(…)其俗舊無佛法,宋大明二年,罽賓國嘗有比丘五人游行至其國,流通佛法,經像,教令出家,風 俗遂改
— Лян Шу, VII век

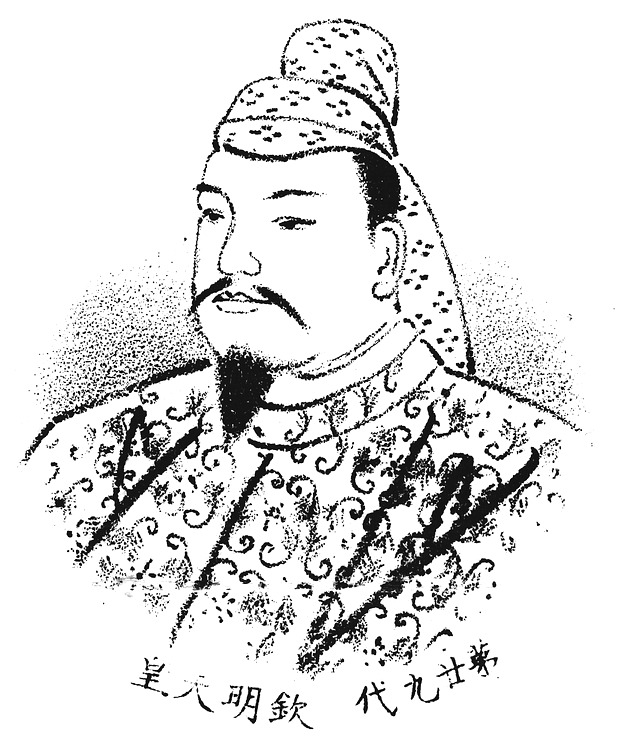
Император Киммэй, в правление которого, согласно хронике Нихон сёки, в Японию впервые проникает буддизм (портрет 1894 г.)

Каноническую историю проникновения буддизма в Японию описывает придворная хроника Нихон сёки, составленная в VIII веке. Согласно хронике, в 552 г. Сонмён, ван корейского государства Пэкче, преподнёс Императору Киммэю (яп. 欽明天皇, правил в 539—571 гг.), правителю Ямато, золотую статую Будды Шакьямуни, буддийские ритуальные предметы и сутры, а также послание, превозносящее Закон Будды. Из той же летописи следует, что буддизм и связанные с ним предметы выступали в роли дара правителя Пэкче, с помощью которого тот надеялся убедить Киммэя заключить военный союз. Между советниками государя Ямато развернулся спор: Мононобэ-но Окоси и Накатоми-но Камако выступали против поклонения иностранному божеству, боясь разгневать местных богов-ками. В то же время Сога-но Инамэ (яп. 蘇我稲目, 506—570) призывал последовать примеру континентальных государств, уже принявших буддийскую веру. Таким образом, вопрос о поклонении Будде в Японии принял форму конфликта между придворными фракциями: местные родовые объединения, представленные кланами Мононобэ и Накатоми, вступили в противостояние с родом Сога — потомками иммигрантов с континента. В конце концов Киммэй поручил Сога-но Инамэ взять статую Будды в свой дом и лично доказать, что иностранный ками способен принести пользу государству. Вскоре в Ямато началась эпидемия, вину за которую двор возложил на клан Сога, якобы разгневавший японских богов поклонением Будде. Статуя, подаренная правителем Пэкче, была сброшена в канал, а храм, где она хранилась — сожжён. Однако огонь от пожара в качестве воздаяния перекинулся на дворец правителя.
Нарратив Нихон сёки вызывает у исследователей ряд вопросов. Так, отправленный ваном Пэкче высокопоставленный посол не фигурирует в корейских и китайских источниках VI века. Текст послания корейского вана, в свою очередь, частично повторяет отрывок из Сутры золотого света (яп. 金光明経 Конко:мё:кё:). Эта сутра была переведена на китайский язык не ранее 703 года. Считается, что монах Додзи (яп. 道慈 До:дзи, ум. 744), обучавшийся в Китае в 702—718 годах, мог привезти китайский перевод Сутры золотого блеска в Японию и сыграл значительную роль в составлении придворной хроники. Кроме того, дата посольства Сонмёна, приведённая в Нихон сёки, могла быть привязана к вычисленной в Китае дате начала периода Конца закона (яп. 末法 Маппо:).

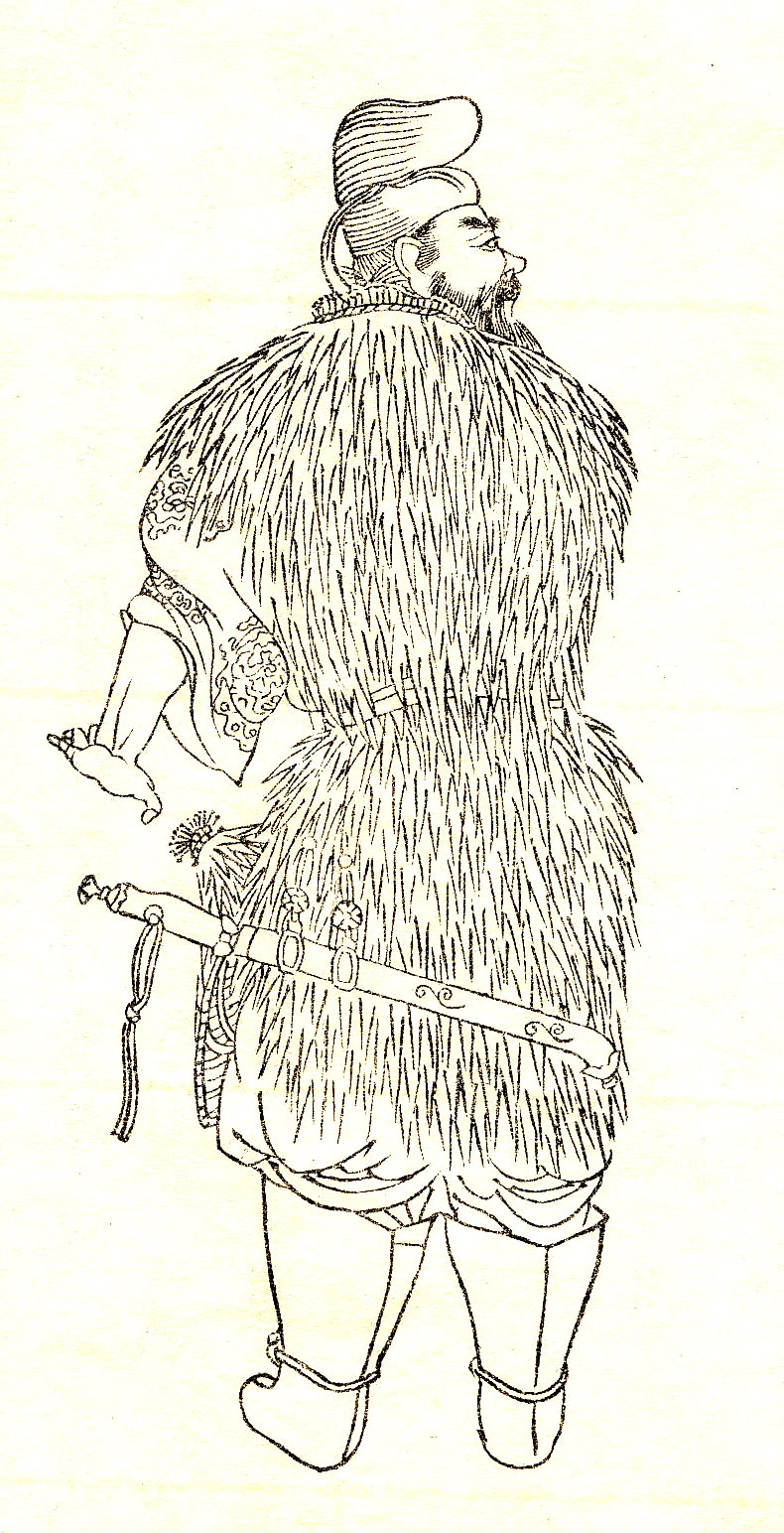
Портрет Мононобэ-но Мории, художник Кикути Ёсай

Следующее упоминание о буддизме в стране Ямато в Нихон сёки связано с преемником Киммэя, Императором Бидацу (яп. 敏達天皇, правил в 572—585 гг.). В 577 году ван Пэкче снова преподнёс правителю Ямато буддийские тексты, а также прислал различных специалистов по буддийской практике и ремесленников, изготовлявших предметы культа. С этого момента события, связанные с новой религией, становятся предметом описания хроники на постоянной основе. В 584 году Сога-но Умако (яп. 蘇我馬子, ум. 626), сын Сога-но Инамэ, попросил передать ему две буддийские статуи, которые в том же году привезли из Кореи японские послы. Умако основал фамильный храм (удзидэра (яп. 氏寺)) рода Сога Хоко-дзи (яп. 法興寺 Хо:ко:дзи), спонсировал обучение первых буддийских монахов японского происхождения (трёх женщин) и укрепился в своей вере, неудачно попытавшись уничтожить статуи с целью проверить их на святость. Дальнейшее повествование фактически повторяет историю 552 года. В 585 году Умако заболел, и император приказал ему молиться Будде — придворный прорицатель объяснил болезнь проклятием того самого иноземного ками, которому поклонялся отец Умако. В то же время в государстве началась очередная эпидемия, виновником которой противники Сога, сановники Мононобэ-но Мория и Накатоми-но Кацуми (яп. 中臣勝海, ум. 587), объявили поклонявшегося Будде Умако. Государь Бидацу приказал сжечь храм, уничтожить статуи и лишить трёх монахинь сана. Однако вскоре разразилась другая эпидемия, на этот раз объявленная местью Будды. Император разрешил Умако практиковать буддизм в частном порядке, вернул тому монахинь и разрешил заново отстроить храм.
Попытки борьбы против почитания Будды в Нихон сёки оборачиваются кармическим воздаянием: Император Бидацу умер от болезни вскоре после репрессий против Умако, а Мононобэ-но Мория потерпел военное поражение в борьбе с Сога в 587 году.
Другими источниками, повествующими о ранней истории буддизма в Японии, являются датированная VIII в. храмовая летопись Ганго-дзи гаран энги (яп. 元興寺伽藍縁起 Ганго:дзи гаран энги, История [основания храма] Ганго-дзи) и Дзёгу Сётоку Хоо тэйсэцу (яп. 上宮聖徳法王帝説 Дзе:гу Сё:току Хо:о: тэйсэцу, Придворные записи о Сётоку, Повелителе Дхармы из Верхнего дворца), написанная в VIII или IX столетии биография Принца Сётоку (яп. 聖徳太子, 574 – 622). В отличие от Нихон сёки, оба произведения приводят в качестве даты проникновения буддизма в Японию 538 год. Помимо иной даты проникновения религии, нарратив Ганго-дзи гаран энги обладает и другими отличиями от истории, приведённой в Нихон сёки: так, первые репрессии против новой религии при государе Киммэе происходят уже после смерти Сога-но Инамэ в 569 году, а инициаторами борьбы с буддизмом во времена Сога-но Умако выступают не кланы Мононобэ и Накатоми, а сам государь Бидацу. Однако история Ганго-дзи гаран энги пересекается с повествованием придворной хроники по нескольким пунктам: оба произведения связывают проникновение буддизма с правителем Пэкче, ведут речь о конфликте вокруг новой религии и представляют Сога-но Инамэ как сторонника принятия буддизма.
На основании свидетельств как Нихон сёки, так и Ганго-дзи гаран энги, учёные в целом приходят к выводу, что на придворном уровне буддизм проникает в Японию в первой половине VI века — вероятно, между двумя датами из хроник, 538 и 552 годами.
Если тексты описывают путь проникновения буддийской веры «сверху» (через правителя и его двор), то исследователи выделяют также путь «снизу» — через неформальные взаимодействия местного населения с торговцами и иммигрантскими сообществами, а также через поклонение предметам буддийской практики в частном порядке в рамках конкретных кланов. Вероятно, буддизм как семейная или частная практика проник в Японию гораздо раньше VI века: практиковавшие буддизм корейские сообщества на землях Ямато известны с начала V века. Хроника Фусо рякки (яп. 扶桑略記 Фусо: рякки, «Краткие записки о Японии»), написанная на рубеже XI—XII веков, сообщает, что ещё в начале VI века иммигранты из Южного Китая прибыли в Ямато и основали там буддийский храм. Кроме того, хроника утверждает, что Будда почитался жителями Ямато как «ками Великой Тан».
После победы рода Сога над противниками новой религии из клана Мононобэ в 587 г. дальнейшему росту популярности буддизма способствовало благосклонное отношение к нему известного государственного деятеля — принца Сётоку (574—622), который составил комментарии к трём сутрам и принимал активное участие в распространении буддизма. При его содействии были построены первые буддийские храмы, в том числе знаменитый Хорю-дзи. При Императоре Сёму (правил в 724—749) буддизм был признан государственной религией. По официальному декрету 741 года в каждой провинции был основан монастырь (кокубундзи), а в столичном храме Тодай-дзи была воздвигнута гигантская статуя Большого Будды (дайбуцу).

### Шесть ранних школ японского буддизма периода Нара
Получив начальное развитие, ранний японский буддизм оформился в шесть школ периода Нара (VIII век):
- Первой буддийской школой, проникшей в Японию в 625 году, была Санрон-сю мадхьямики. В основе её учения лежали три трактата (яп. 三論 санрон), в которых излагалась философия мадхьямики:

1. Мадхьямика-шастра (яп. 中論 тю:рон),
2. Двадаша-мукха-шастра (яп. 十二門論 дзю:нимон-рон),
3. Шата-шастра (яп. 百論 хякурон).

Центральной философской категорией Санрон была «пустота» (Шунья) как изначальная основа мира, а практическим идеалом для адепта объявлялся «срединный путь» (тюдо), то есть неприятие крайностей. Школа не сохранилась, но её учение было впитано другими школами.
- Школа Хоссо-сю была относилась к философской системе йогачара. Основана в 657 году монахом Досё (яп. 道昭). Следуя традиции йогачаров, она считала феноменальный мир нереальным, лишь порождением индивидуальным сознания. К абсолюту приравнивался наивысший уровень сознания — алая-виджняна, то есть «сознание-хранилище», в котором пребывают «семена» всех представлений и идей. Школа сейчас представлена небольшим числом храмов в Наре, Икаруге и Киото.
- Школа Куся абхидхармы, считающаяся ответвлением сарвастивады, была привнесена в Японию в 660 году из Китая монахом Досё; основное внимание она уделяла изучению философского трактата Васубандху «Абхидхармакоша» (яп. 倶舎論 куся-рон), общебуддийского значения. Сейчас школа представлена через единственный храм Кофуку-дзи школы Хоссо-сю в Наре.
- Школа Дзёдзицу, считающаяся ответвлением саутрантики — была принесена в Японию в 673 году и воспринималась как ответвление школы Санрон. В основе её учения лежало сочинение Харивармана Сатьясиддхи-шастра (яп. 成実論 дзё:дзицу-рон). Школа не сохранилась.
- Школа Риссю была основана китайским монахом Цзяньчжэнем, прибывшим в Японию в 674 году. Основное внимание в ней уделялось не философским теориям, а строгости практического соблюдения заповедей монашеского кодекса винаи. Школа представлена одним храмом в Наре.

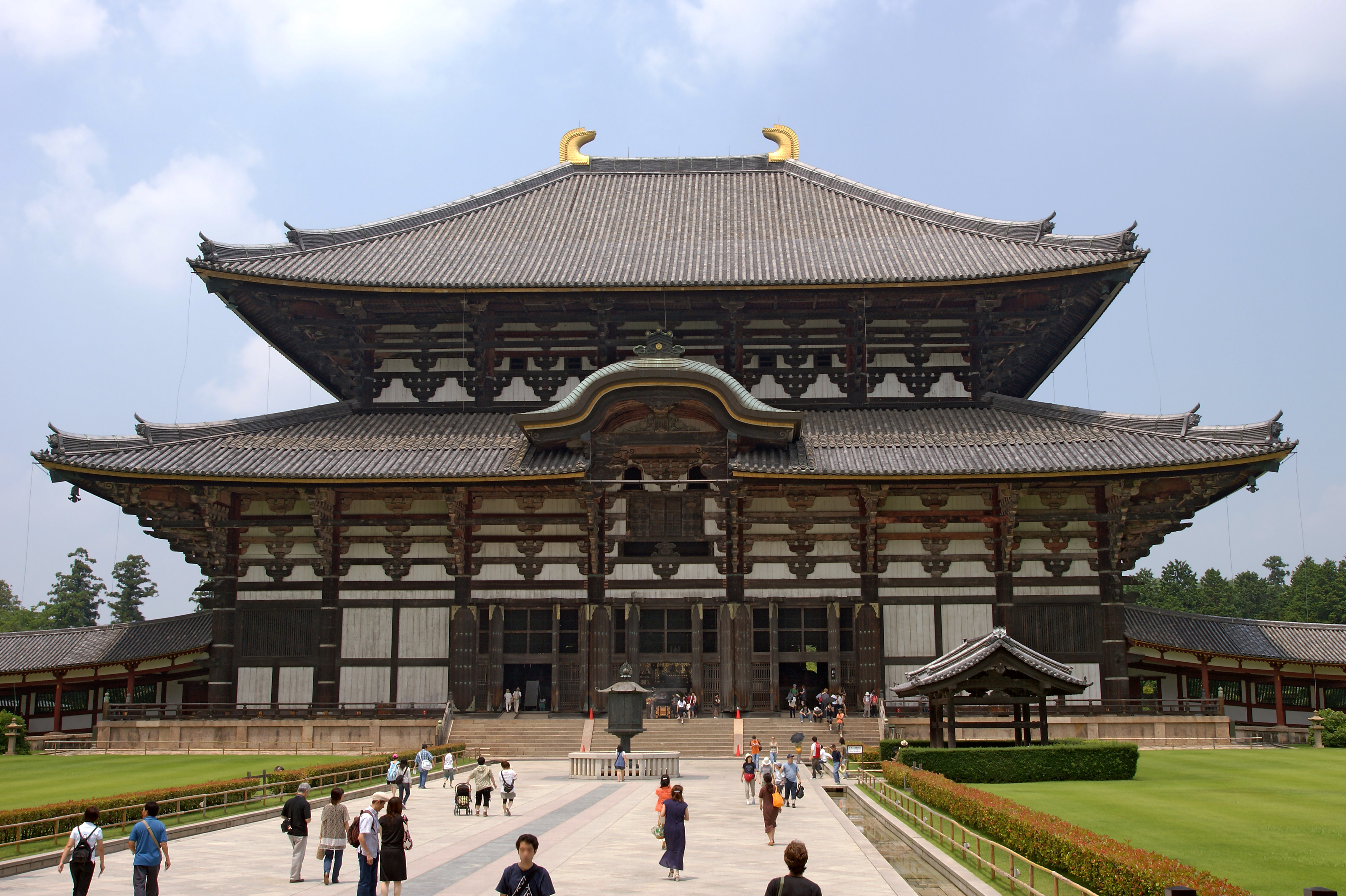
Тодай-дзи (Кэгон)

- Учение Кэгон-сю, соответствующее китайской школе хуаянь, было принесено в 736 году корейским учёным Синсё[яп.]. Основным текстом для этой школы считалась Аватамсака-сутра (Кэгонгё), где мир предстаёт в качестве совершенного единого и нерасторжимого целого, а различные признаки взаимопроникают друг в друга, и таким образом абсолютный и феноменальный уровни не противостоят, а являют собой единый, неразделимый «мир дхарм». Школа представлена одним храмом в Наре.

Эти шесть школ зародились или получили наивысшее распространение в периода Нара (710—794), они всерьёз занимались философскими проблемами, отчего их влияние на умы простых людей было незначительным. В этот период школы активно поддерживались правительством, а духовенство активно вмешивалось в политику. Толерантное отношение буддизма к другим учениями позволяло ему мирно сосуществовать с национальной религией японцев — синтоизмом. При этом влияние буддийского духовенства на придворные круги возросло настолько, что даже побудило императора перенести столицу из Нары в Хэйан-кё (современный Киото).

## Развитие буддизма

### Сингон и Тэндай
В IX веке наибольшее влияние приобрели две новые школы, привезённые из Китая: Тэндай-сю и Сингон-сю. Эти школы привлекали многочисленных сторонников, но не столько своими сложными философскими построениями, сколько красочными и торжественными ритуалами, предназначавшимися для достижения всевозможных мирских благ. Непререкаемым авторитетом пользовались школы Тэндай-сю и Сингон-сю при императорском дворе.
Школу Тэндай основал в VIII веке монах Сайтё (767—822). Он родился в Японии, но принадлежал к семье китайских эмигрантов. Религиозное образование он получил в храме Дайан-дзи, где и увлекся медитацией. Оплот Тэндай — монастырь Энряку-дзи на горе Хиэй близ Киото, включавший более 3000 строений, со временем превратился в мощную крепость. Тэндайские монахи с оружием в руках вели борьбу с идейными противниками, преимущественно внутри собственной школы, нередко сжигали монастыри, осаждали Киото и Нару, требуя поддержки монастырей, и наводили ужас на столичное население, также вмешивались в политическую жизнь страны.
Основателем Сингона является монах Кукай (774—835) из рода Сёти. Его дядя был наставником японского принца, и учил своего племянника конфуцианству наряду с будущим правителем. Кукай занимался также соотнесением синтоиских богов с буддийским пантеоном, разработал теорию «Рёбу-синто», что означает «двоякий путь богов». Идея его теории заключалась в том, что синтоиские божества — это японское проявление Будд и бодхисатв. Главная сутра Сингона — «Сутра большого света». Центр Сингон-сю находится на горе Коя-сан в провинции Кии (современный город Вакаяма), был не менее внушительным, однако приверженцы этой школы предпочитали не прибегать к военной силе.

### Школы Чистой Земли

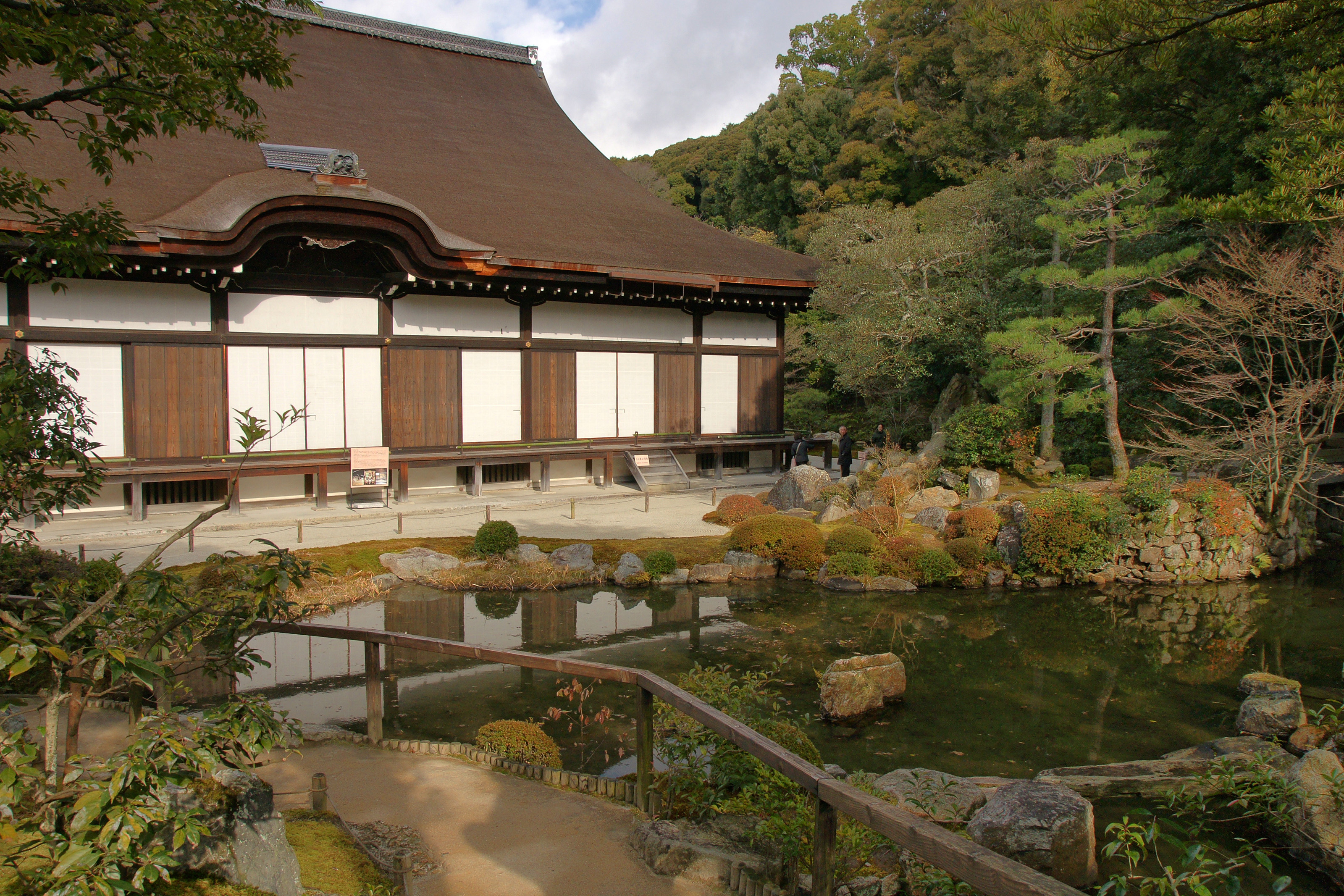
Тион-ин (Дзёдо)

С середины XI века в Японии получили широкое распространение идеи о наступлении эпохи «конца Закона», маппо, что явилось мощным стимулом поисков новых и более эффективных средств, которые позволяли бы достичь быстрого и гарантированного спасения. Пришедшее из Китая учение о Западном Рае или «Чистой земле» (Дзёдо), где пребывает будда Амитабха (Амида), давший «изначальный обет» (хонган) спасти всякого, кто обратится к нему с искренним призывом о помощи, легло в основу нескольких амидаистских школ. Монах Рёнин (1073—1132) основал школу Юдзу-нэмбуцу, Хонэн (1133—1212) — школу Дзёдо-сю, его ученик Синран (1173—1263) — Дзёдо-синсю, а Иппэн (1239—1289) — школу Дзисю. Эти школы различались в интерпретации конкретных методов, ведущих к спасению, но все они признавали преимущество спасения при помощи чужой силы перед спасением через собственную, а наиболее эффективной практикой считали нэмбуцу — непрерывное произнесение формулы «Наму Амида Буцу!» («Почтение Будде Амитабхе!»).

### Дзэн

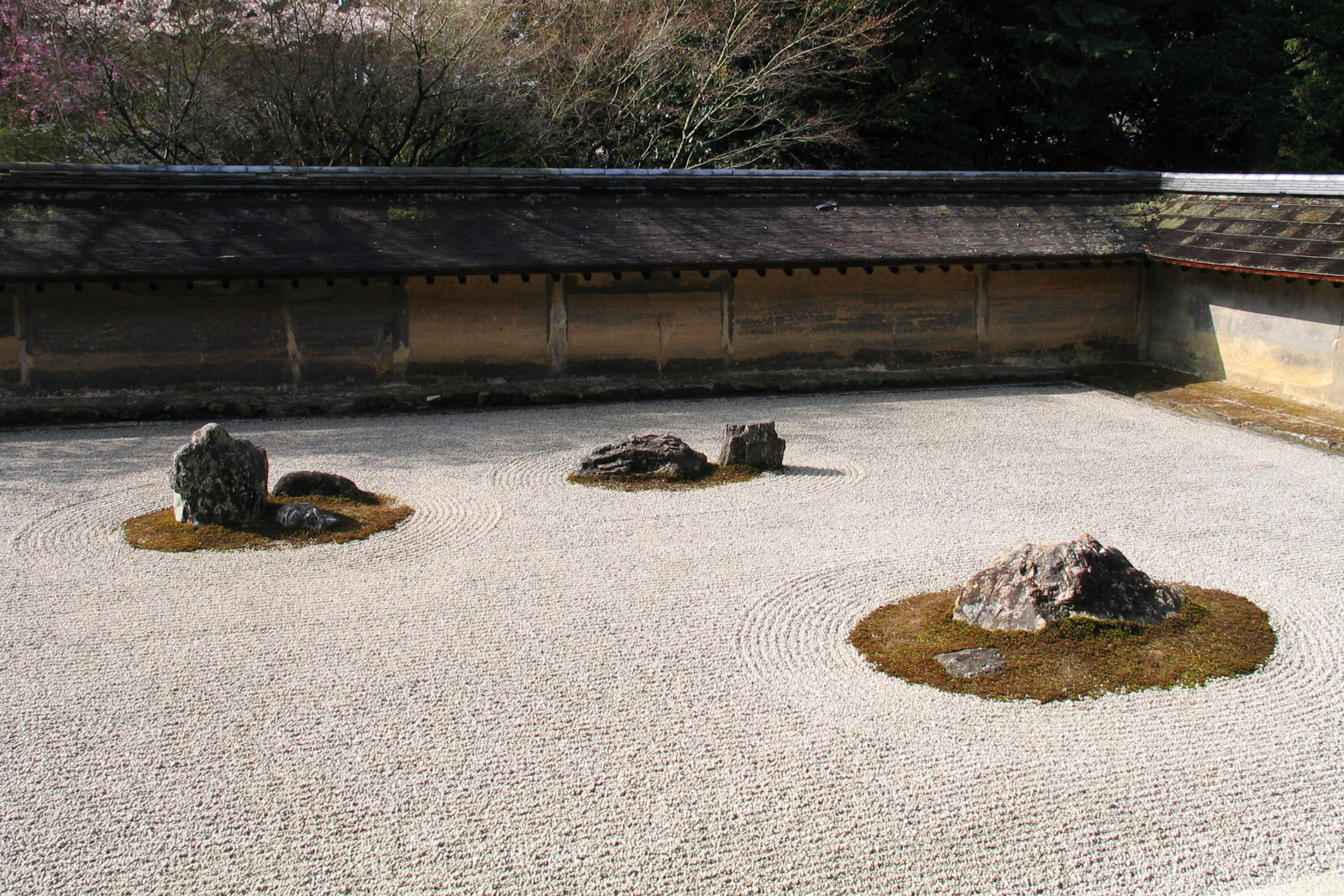
Сад камней

В конце XII века из Китая в Японию пришло учение школы дзэн. Родоначальником направления Риндзай-сю был Эйсай (1149—1215). Очень скоро Риндзай-сю завоевало в Японии прочные симпатии, прежде всего в среде самурайства и в императорском окружении, фактически превратившись в официально покровительствуемую идеологию. Почти все монастыри этого направления входили в иерархическую систему годзан (буквально «пяти гор»), находившуюся под непосредственным правительственным контролем. Монастыри годзан стали крупными центрами культуры, а проживавшие в них монахи были не только хранителями знаний, но и создателями литературы на китайском языке, получившей название годзан бунгаку («литература пяти монастырей»). Вплоть до начала XVI века интеллектуальная гегемония монахов годзан была почти полной.

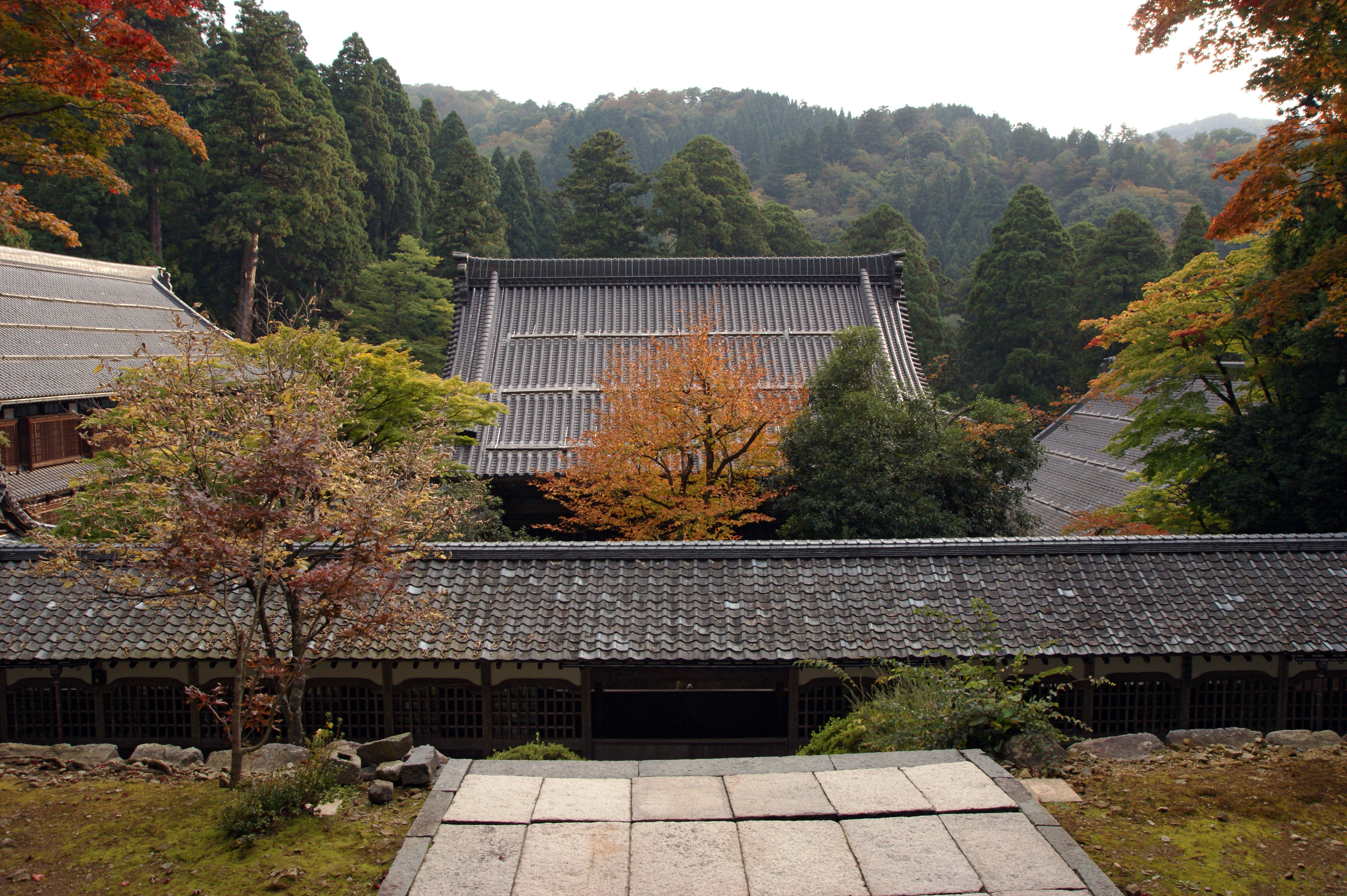
Эйхэйдзи (Сото-сю)

Основателем другого направления дзэн — Сото-сю был Догэн (1200—1253). Он предпочитал сторониться представителей власти, поэтому идеи Сото распространялись преимущественно в провинциях, где встречали поддержку со стороны местных феодалов. Реформатором Сото-сю был Кэйдзан (1268—1325), при котором последователи Сото восприняли и начали практиковать многие ритуалы эзотерического буддизма. Тогда же делались попытки вовлечь в это направление широкие слои народных масс.

### Нитирэн
В XIII веке возникла школа Нитирэн-сю, школа, появившаяся непосредственно в Японии без участия китайских или корейских проповедников. Её основатель Нитирэн (1222—1282) из всех буддийских сочинений особо выделял Лотосовую сутру, которую также особо ценила школа Тэндай. Нитирэн утверждал, что только её изучение, а главное — почтительное отношение к ней может обеспечить благоденствие стране и счастье её почитателям. Для этого он рекомендовал практику даймоку — непрестанное повторение мантры «Наму Мёхо рэнгэкё!» («Слава Сутре Лотоса благого Закона!»). В отличие от эзотерической школы Сингон, ориентировавшихся на придворную аристократию, или Риндзай-сю, опиравшейся на самурайство, школа Нитирэн-сю, равно как и амидаистские школы, благодаря простоте своих учений привлекали к себе многих простолюдинов, отчего получили широкое распространение в провинции. Не случайно именно амидаистские проповедники выступали в роли вдохновителей религиозных крестьянских бунтов (икко-икки), направленных против притеснений со стороны феодалов и чиновников.

### Междоусобицы XIII-XVI веков и ослабление роли монастырей
Несмотря на непрекращавшиеся междоусобицы, в результате которых монастырские сооружения нередко сгорали дотла, на протяжении XIII-XV веков буддизм укреплял свои позиции, расширял сферы влияния, активно участвуя в политике. Только в конце XVI века, благодаря деятельности объединителей страны Оды Нобунаги (1534—1582) и Тоётоми Хидэёси (1536—1598), экономическая мощь крупных монастырей была сломлена и они лишились былых привилегий.

### Период Токугавского сёгуната XVII-XIX веков
Хотя правительство Токугавского сёгуната (1603—1868) отдавало предпочтение морально-этическим учению неоконфуцианства, отношение к буддизму в целом было довольно благосклонным, и он использовался в качестве удобного орудия для искоренения распространявшегося по Японии христианства, а также помогал властям осуществлять негласный надзор за населением. Каждая семья была приписана к конкретному храму (независимо от личных симпатий к определённой школе), в котором должна была регистрироваться. Одновременно в недрах буддийских школ шли активные процессы осмысления философских концепций и их последующая трансформация с учётом новых условий.
Такие крупные проповедники, как Такуан Сохо (1573—1645), Банкэй Ётаку (1622—1693), Хакуин Экаку (1683—1768), Судзуки Сёсан (1579—1655), Дзиун (1718—1804), начали отказываться от китайского языка и использовать для проповедей и в своих сочинениях японский язык. Одновременно усилились тенденции к синкретизму, что проявлялось не только в стремлении заимствовать отдельных положения у других буддийских школ, но во всё более частом обращении к конфуцианству и синтоизму.

### Упорядочение религий в период Мэйдзи
После свержения сёгуната в 1868 году и начала Реставрации Мэйдзи государственной идеологией был объявлен синтоизм, что отражало рост националистических настроений. Многие буддийские храмы были закрыты, однако это не свидетельствовало об окончательной утрате буддизмом своих позиций. В этот период государство упорядочило систему культов и определило статус школ, который в основном сохраняется до настоящего времени. Буддизм был официально отделён от синтоизма, храмы на территории святилищ были снесены, а храмы совместного использования переходили в синтоизм или буддизм полностью.

## Современное состояние буддизма

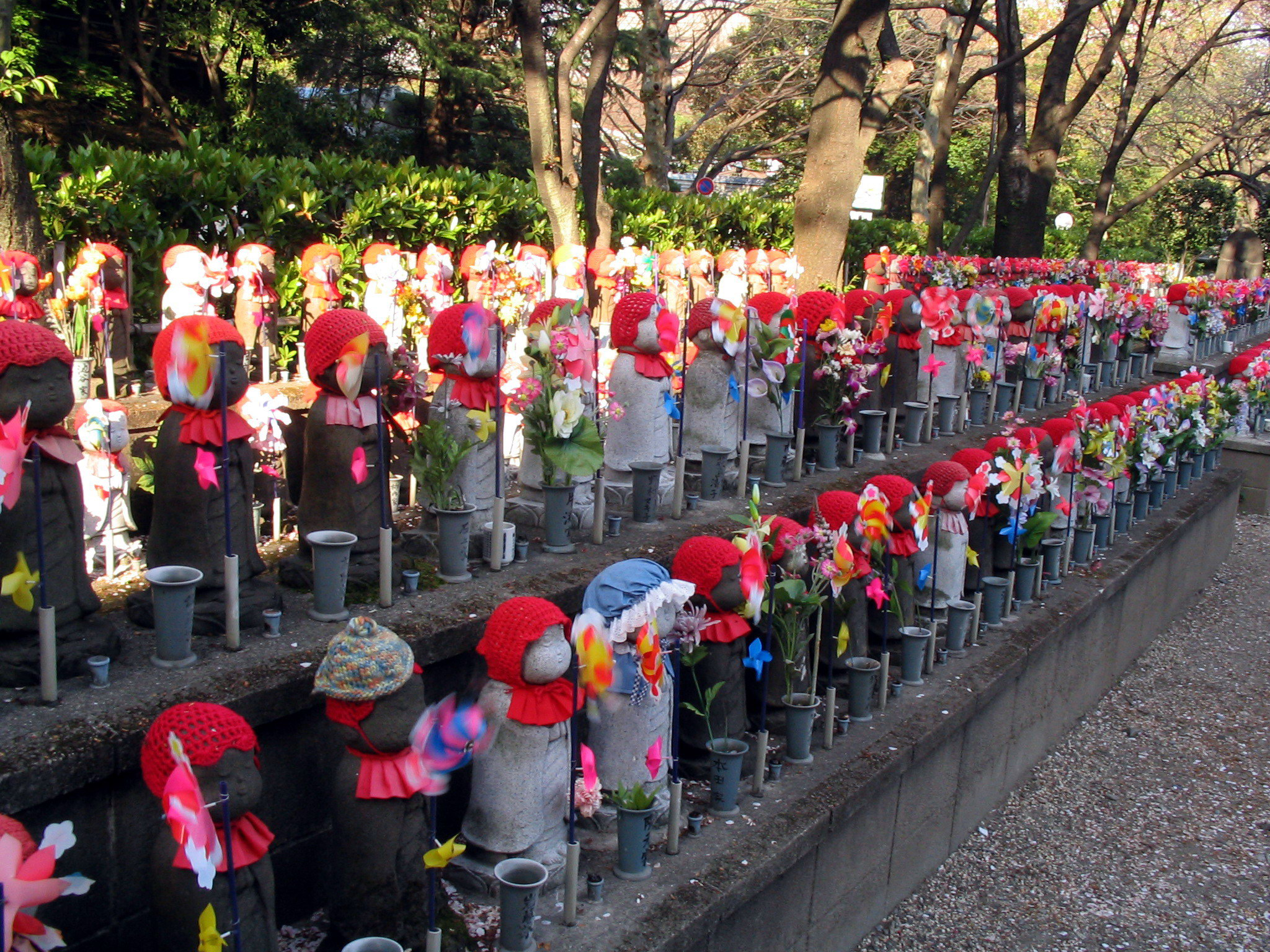
Храм Дзодзё-дзи в районе Минато, Токио

В настоящее время подавляющее большинство населения Японии официально считается последователями буддизма, хотя отношение японцев к религии проявляется преимущественно на внешнем уровне, прежде всего как к части традиции.
Буддийские организации в современной Японии делятся на две большие группы: традиционные школы буддизма и необуддийские движения. К первой группе относятся школы буддийского вероучения, сложившиеся в течение длительного периода, начиная со времени проникновения буддизма в Японию в VI веке вплоть до позднего Средневековья. Все организации традиционных школ буддизма входят во Всеяпонскую буддийскую ассоциацию, объединяющую около 60 различных групп. Наиболее влиятельные из них:
- Сото-сю — самая крупная среди организаций школы дзэн (14,7 тыс. храмов, свыше 17 тыс. священников),
- Дзёдо-синсю Хонгандзи-ха[яп.] — крупнейшая среди амидаистских групп с центром в храме Хонган-дзи в Киото (10,4 тыс. храмов, 27 тыс. священников),
- две другие амидаистские организации — Син-сю Отани-ха[англ.] (8,7 тыс. храмов, 15.7 тыс. священников),
- и Дзёдо-сю (свыше 7 тыс. храмов, 9,5 тыс. священников),
- Нитирэн-сю (4,6 тыс. храмов, ок. 8 тыс. священников),
- Коя-сан Сингон-сю[яп.] — крупнейшая среди организаций школы Сингон с центром на горе Коя-сан (3,5 тыс. храмов, 6,3 тыс. священников),
- дзэнская группа Риндзай-сю Мёсин-дзи-ха (3,4 тыс. храмов, 3,5 тыс. священников).
- Тэндай-сю (3,2 тыс. храмов, 4,5 тыс. священников).
- Сингон-сю Тисан-ха[яп.] (2,8 тыс. храмов, свыше 4 тыс. священников).

Ранее, особенно в XVII—XVIII веках, люди насильственно, независимо от их принадлежности к той или иной школе буддизма, прикреплялись к буддийским храмам по месту жительства. Поэтому сложилось положение, при котором храмы сосредотачивают свою деятельность не столько на проповеди вероучения в интерпретации соответствующей школы, сколько на обрядах и в первую очередь на поминально-заупокойном культе. Отправление обрядов является главным источником доходов подавляющего большинства храмов. Немало средств извлекается также от продажи различных сувениров, предсказаний судьбы, календарей. Для ряда храмов, имеющих древнюю историю, основным источником денежных поступлений стал туризм.
Духовенство традиционных школ буддизма проявляет незначительный интерес к общественно-политической жизни. Большинство буддийских священников придерживается консервативных взглядов, проявляет неприязнь к социальным преобразованиям.

### Необуддизм в современной Японии
В XXI веке несколько активизировались антивоенные выступления буддийского духовенства. С точки зрения идеологического воздействия на население ведущее место среди многочисленных течений в буддизме современная Японии занимают необуддийские движения. Характерной особенностью их является акцент на одну или несколько черт буддийского вероучения. Хотя каждое из них претендует на ортодоксальное толкование буддийских догм, на деле их доктрины зачастую представляют собой эклектическое сочетание идей буддизма с заимствованиями из других религиозных традиций — синто, конфуцианства, а в ещё большей степени — из народных верований.
В этом смысле необуддийские движения не отличаются от других новых религий Японии, как именуются многочислисленные течения и группы, возникшие в разное время, начиная с первой половины XIX века, в противовес синто и традиционным школам буддизма и получившие наибольшее распространение после Второй мировой войны. Для необуддийских движений, как и для новых религий в целом, характерны ярко выраженный подход к вере как средству обретения земных благ, что служит основой религиозной практики: активная прозелитическая деятельность с участием всех адептов; авторитарная система (культ харизматического основателя или лидера); акцент на работу с молодёжью; более активное по сравнению с традиционными школами буддизма участие в общественно-политической жизни. Большинство их адептов составляют представители мелкой и средней буржуазии, рабочие мелких и средних предприятий. В культе необуддийских движений прослеживается более ярко выраженная по сравнению с традиционными школами буддизма монотеистическая тенденция.
Самую большую группу необуддийских движений составляют движения, догмы которых связаны с вероучением Нитирэна:
- Сока Гаккай,
- Риссё косэй кай[англ.],
- Рэй ю кай[англ.]
- и ряд других.

Нитирэновские движения составляют наиболее мощное течение новых религии в целом, играют самую активную роль в религиозной жизни Японии.
Сравнительно небольшая часть необуддийских движений восходит к традиционным школам буддизма, как Тэндай, Сингон, Дзёдо-сю. Наиболее крупной из них является Синнё эн.
Япония является крупнейшим в мире центром по изучению буддизма, привлекающим учёных из разных стран. После Второй мировой войны значительно активизировалась миссионерская деятельность японских проповедников за рубежом, прежде всего в США и Западной Европе.